# Monument a Prim (Reus)
|  | Aquest article tracta sobre el monument a Prim a la ciutat de Reus. Vegeu-ne altres significats a «Monument al General Prim». |

El Monument a Prim és un monument escultòric situat al centre de la plaça de Prim del municipi de Reus (Baix Camp) inclòs en l'Inventari del Patrimoni Arquitectònic de Catalunya com a Bé Cultural d'Interès Local. El monument està dedicat al militar i polític català Joan Prim i Prats (Reus, 1814 – Madrid, 1870), President del Consell de Ministres d'Espanya i un dels artífexs de la Revolució de 1868. Es va inaugurar l'any 1893 i és obra de l'escultor Lluís Puiggener i Fernández i de l'arquitecte Pere Caselles i Tarrats que dissenyà el peu.

## Descripció
L'escultura està situada al centre de la plaça, l'ordenació de la qual va ser proposada una dècada abans per l'arquitecte Francesc Barba i Masip, quan es va urbanitzar l'espai i es van acabar de vendre els horts del convent de les monges carmelites que ocupaven part de l'antiga plaça de les Monges. El monument consta d'un gran pedestal rectangular aixecat sobre tres graons i coronat per una pronunciada cornisa descomposta en tres cossos superposats. L'obra presenta un cos central de forma paral·lelepipèdica, sobre el que s'aixeca el pedestal, i que presenta medallons amb escuts i uns relleus amb escenes de les gestes militars del personatge i la presa de Castillejos. Formen una tanca a l'entorn de l'estàtua deu canons de ferro colat imitant els canons d'aquella batalla, units amb cadenes. Aquests canons són obra de l'escultor reusenc Pau Figueras.

## Història
El 1882, quan l'ajuntament decidí donar-li el nom del general reusenc a la plaça, va acordar també erigir-li un monument al mig d'aquell espai. El consistori va obrir una subscripció popular, però per una sèrie d'entrebancs, polèmiques polítiques i també estètiques, que van retardar durant anys l'inici dels treballs, el monument no es començava a construir fins al 1891. Lluís Puiggener, l'autor de l'escultura, havia fet també el monument a Prim del Parc de la Ciutadella de Barcelona, inaugurat el 1887. La semblança entre les dues obres era evident, cosa que provocà una agra i forta polèmica i també el retard en la construcció. Segons Josep Iglésies, el jurat que havia de dictaminar el concurs de projectes per a erigir el monument a Prim, havia premiat l'estàtua eqüestre de Lluís Puiggener, mentre l'opinió pública es decantava per un esbós presentat per Josep Llimona. Hi va haver dissidències dins de la comissió executiva del monument, que a més era de tendència conservadora, mentre que l'ajuntament era de signe republicà possibilista. Interessos polítics enverinaren les relacions entre els regidors i els membres de la comissió pro monument, fins al punt de què es va obrir un sumari culpant a la comissió d'haver defraudat uns quants milers de quilos del bronze cedit per l'estat per a la construcció del monument. El tribunal va arribar a dictar una providència embargant l'escultura. Per fi, el 1893, sense quasi cerimònia, es va inaugurar el monument a de Prim. Les discussions polítiques no es van acabar, i així, pel maig del 1900 Eduardo Dato, ministre de Governació, passà per Reus, i a l'estació dels directes l'esperava un grup de reusencs amb tres mil xiulets que s'havien comprat per a protestar contra la tumultuosa història de la construcció de l'estàtua eqüestre del general Prim. L'incident va comportar una topada entre Pau Font de Rubinat, llavors alcalde de Reus, i un dels membres del seguici de Dato, el diputat marqués de Portago, que intentà degenerar l'afer en un desafiament. Font proposà per padrins Lluís Domènech i Montaner i Raimon d'Abadal, però el duel no es va celebrar.
A començaments de la guerra civil, per l'agost de 1936, militants del POUM van treure l'espasa del general i semblava que saludés amb el puny enlaire. A començaments de 1937 membres de la CNT van voler enderrocar l'estàtua, ja que representava un militar. La Delegació d'Ordre Públic de l'Ajuntament va arribar a temps per a impedir-ho. El 1975 el monument es va desmuntar i traslladar a l'edifici de l'Ajuntament per permetre la construcció d'un pàrquing subterrani a la Plaça de Prim, reinstal·lant-lo al seu lloc el 1977.